# Zaniklé sídlo

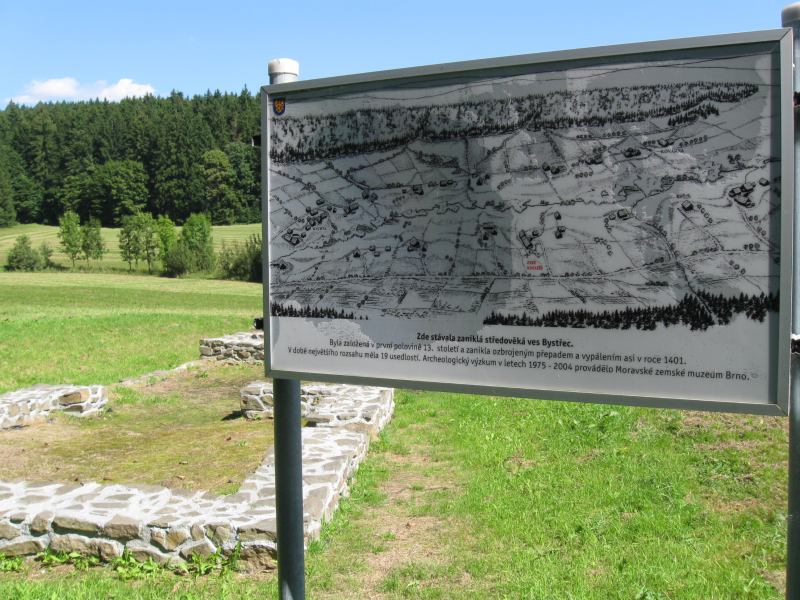
Zaniklá středověká osada Bystřec

Zaniklé sídlo či opuštěné sídlo nebo město duchů může být označení pro sídlo, tedy samota, osada, vesnice, městys, město apod., které bylo opuštěno, zničeno nebo vysídleno a nebylo obnoveno. Naproti tomu administrativní nebo urbanistický sídelní celek, tedy například obec nebo část obce, který splynul s dalšími celky natolik, že pozbyl své identity samostatného sídla, ale nezanikl zcela, pouze pozbyl svůj status, je označen jako bývalé sídlo.
Město se často stane městem duchů, kvůli zániku ekonomické aktivity, která zaměstnávala jeho obyvatele, nebo kvůli přírodní katastrofě či lidmi zapříčiněné katastrofě jako např. zemětřesení, sucho, znečištění, válka, nukleární katastrofa aj. Termín je někdy používán i v případě měst či obcí, které jsou obydlené, ale významně méně než v dřívějších letech.
Některá města duchů se stala turistickými atrakcemi. Jsou jimi např. Bannack ve Spojených státech, Barkerville v Kanadě, Craco v Itálii, Agdam v Ázerbájdžánu, Kolmanskop v Namibii, Pripjať na Ukrajině a Dhánuškódí v Indii.

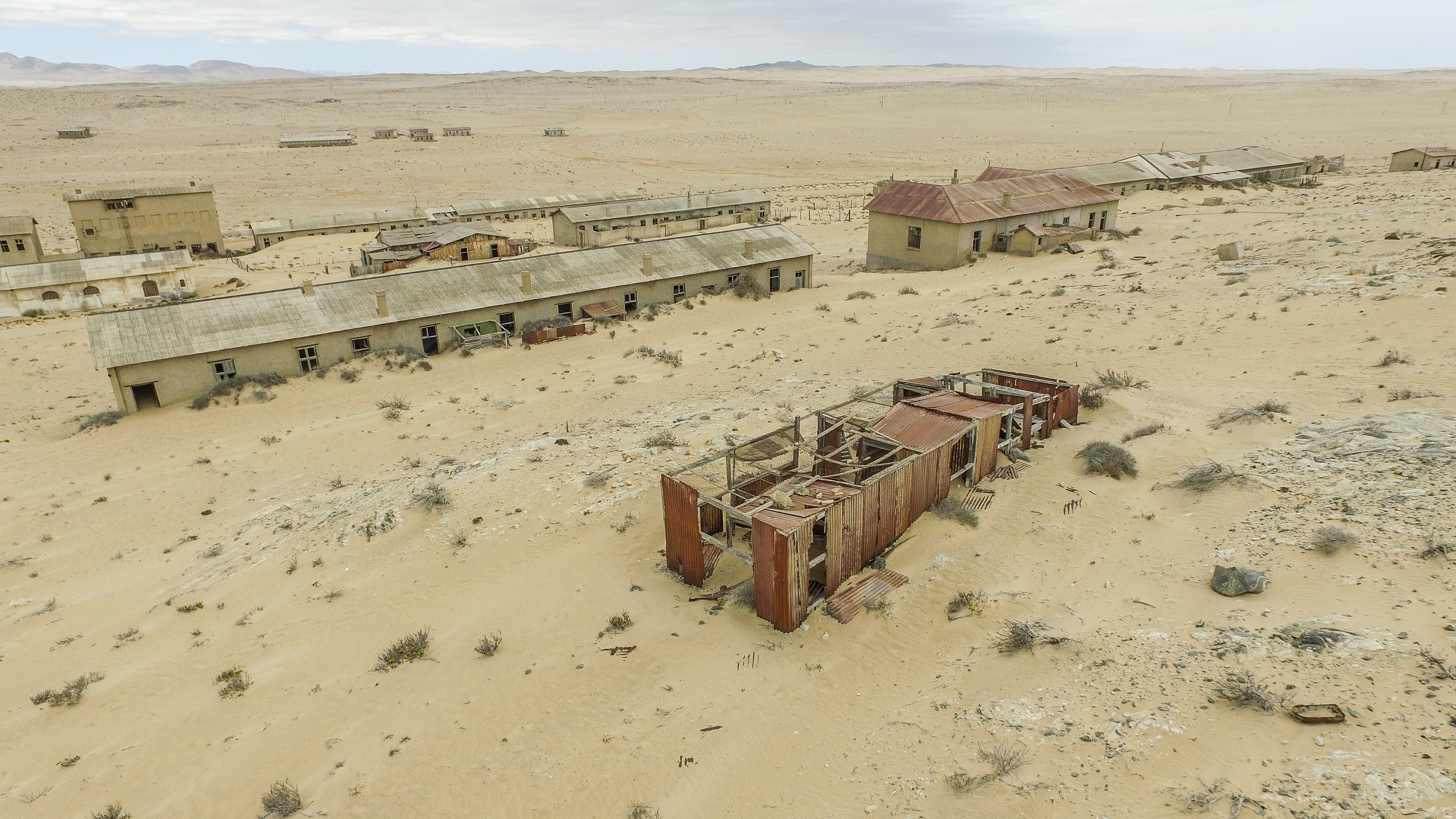
Kolmanskop v Namibii. Město duchů opuštěné od roku 1956

## Důvody opuštění
Faktory vedoucí k opuštění sídel zahrnují vyčerpané přírodní zdroje, přesun ekonomických aktivit, vznik nových dopravních struktur obcházejících sídlo nebo znemožení přístupnosti, kvůli důvodům jako zásah vlády, přírodní katastrofy, masakry, války, přesun politické moci nebo úpadek mocenských celků. Sídlo může být opuštěno i z důvodu, že se stane součástí vyčleněné zóny např. kvůli vzniku vojenského prostoru nebo kvůli přírodní či lidmi zaviněné katastrofě.

### Přesun či zánik ekonomické aktivity
Městy duchů se stávají především města, která vznikla na základě ekonomické aktivy, což je příklad těžebních měst, která vznikla jako zázemí pro pracovníky. Když je surovina vyčerpána, nebo se další těžba např. poklesem ekonomiky již nevyplácí, dělníci odejdou a často se tak může vylidnit celé město.

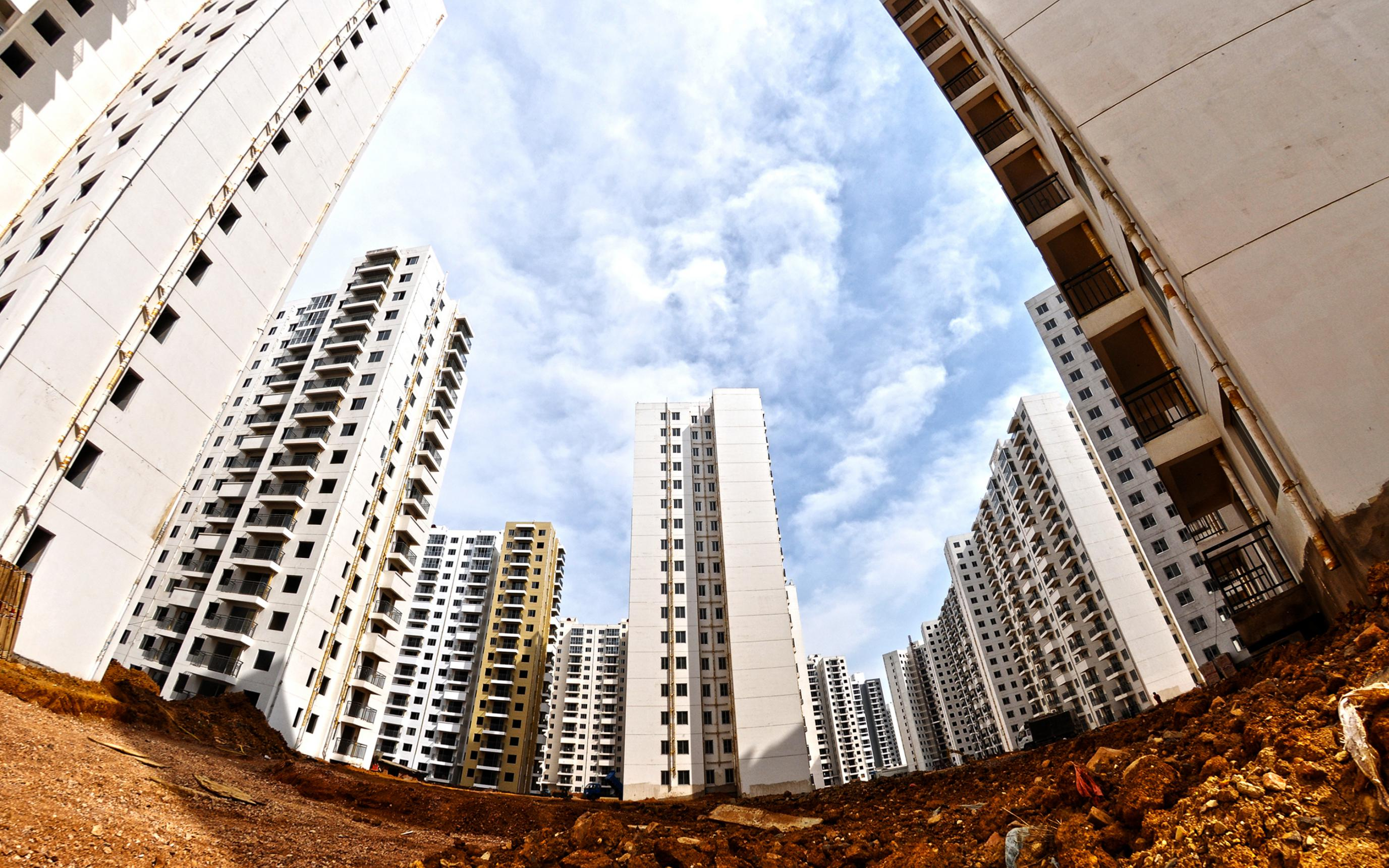
Opuštěný rezidenční komplex v distriktu Kunming v Číně

Opuštění měst může být i plánované. Některé těžební společnosti vytvoří dočasnou komunitní vybavenost přímo na místě těžby a po vytěžení zdroje se všechny budovy a služby přesunou na místo další těžby. Pro tyto účely se často používají obytné moduly či buňky, které jdou snadno rozebrat a přesunout.
Některá těžební městečka ve Spojených státech, která vznikla kolem Route 66, utrpěla jak vytěžením surovin tak i z důvodu odklonu dálnice od některých míst jako např. Oatman v Arizoně. Příkladem zaniklého těžebního města je například La Noria v Chile. Těžba ledku zde byla ukončena poté, co došlo k objevu výroby syntetického ledku za 2. světové války. Poté bylo město zcela opuštěno.

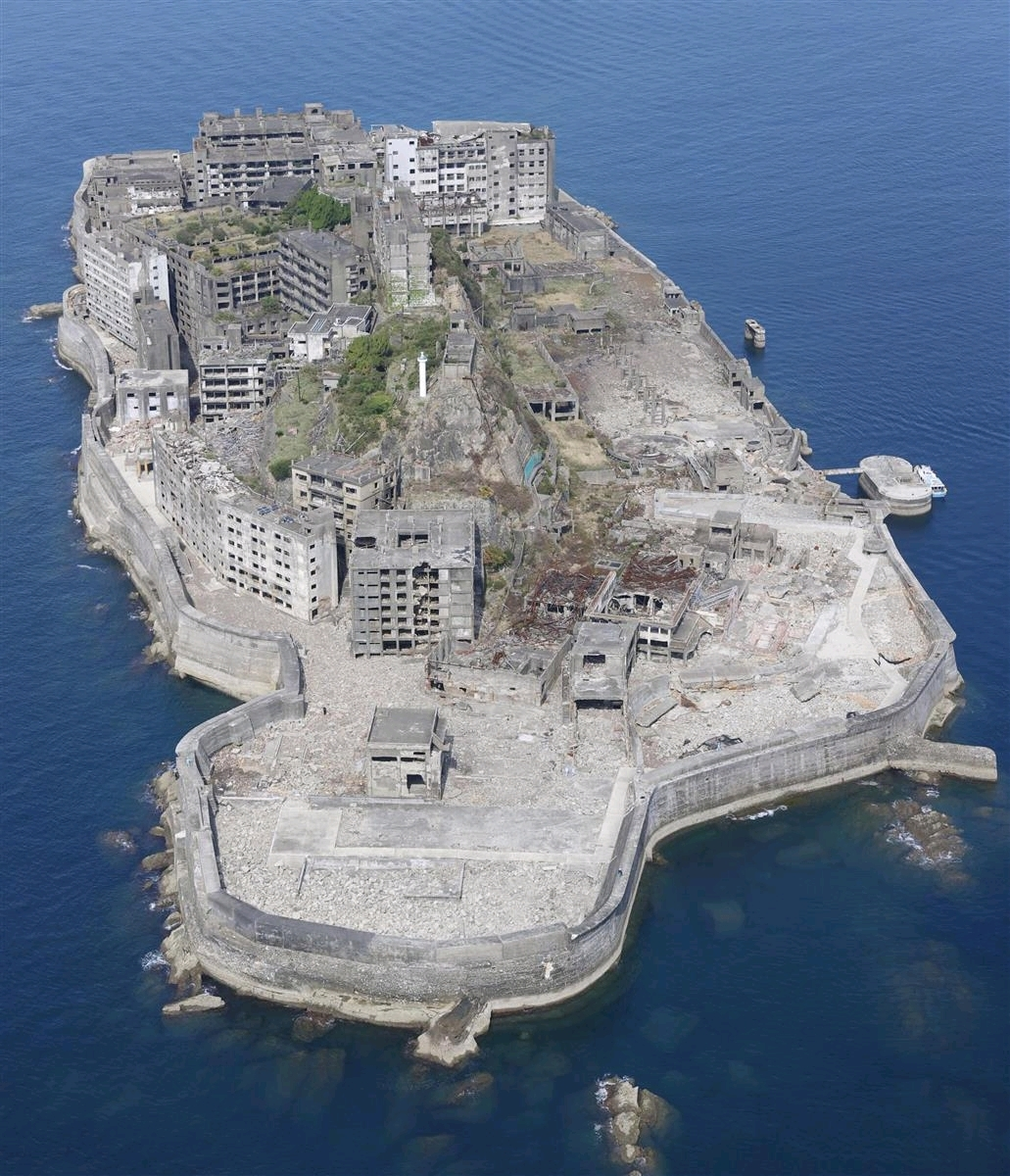
Opuštěný ostrov Hašima v Japonsku

### Lidský zásah
Město duchů může zapříčit výstavba nové silnice či dálnice, která jej obejde. Stalo se tak v případech mnoha měst podél Opeongo Line v Ontáriu a podél Route 66, poté, co motoristé začali využívat rychlejší spojení přes dálnice I-44 a I-40. Některá města byla také založena podél železničních tratí, kde parní lokomotivy nabíraly vodu. Příkladem bylo městečko Amboy v Kalifornii, které bylo jedním ze sídel podél Kanadské pacifické železnice vedoucí přes Mohavskou poušť.
Dalším důvodem může být vyvlastnění vládou, např. kvůli zřízení vojenské střelnice. Příkladem z Česka je vznik vojenského újezdu Brdy, kdy byly v roce 1952 z nařízení vlády vysídleny a následně zničeny vesnice Padrť, Zaběhlá, Velcí, Kolvín a Hrachoviště.

#### Zatopení
Města duchů vznikají i zatopením z důvodu výstavby přehradních hrází. Příkladem z Česka je Orlická přehrada, kvůli které bylo vysídleno a zatopeno 16 obcí. V případě hráze Tři soutěsky v Číně bylo zatopeno 13 velkých měst, 140 menších měst a 1352 vesnic. Přemístěno bylo kolem 1,24 milionů obyvatel.

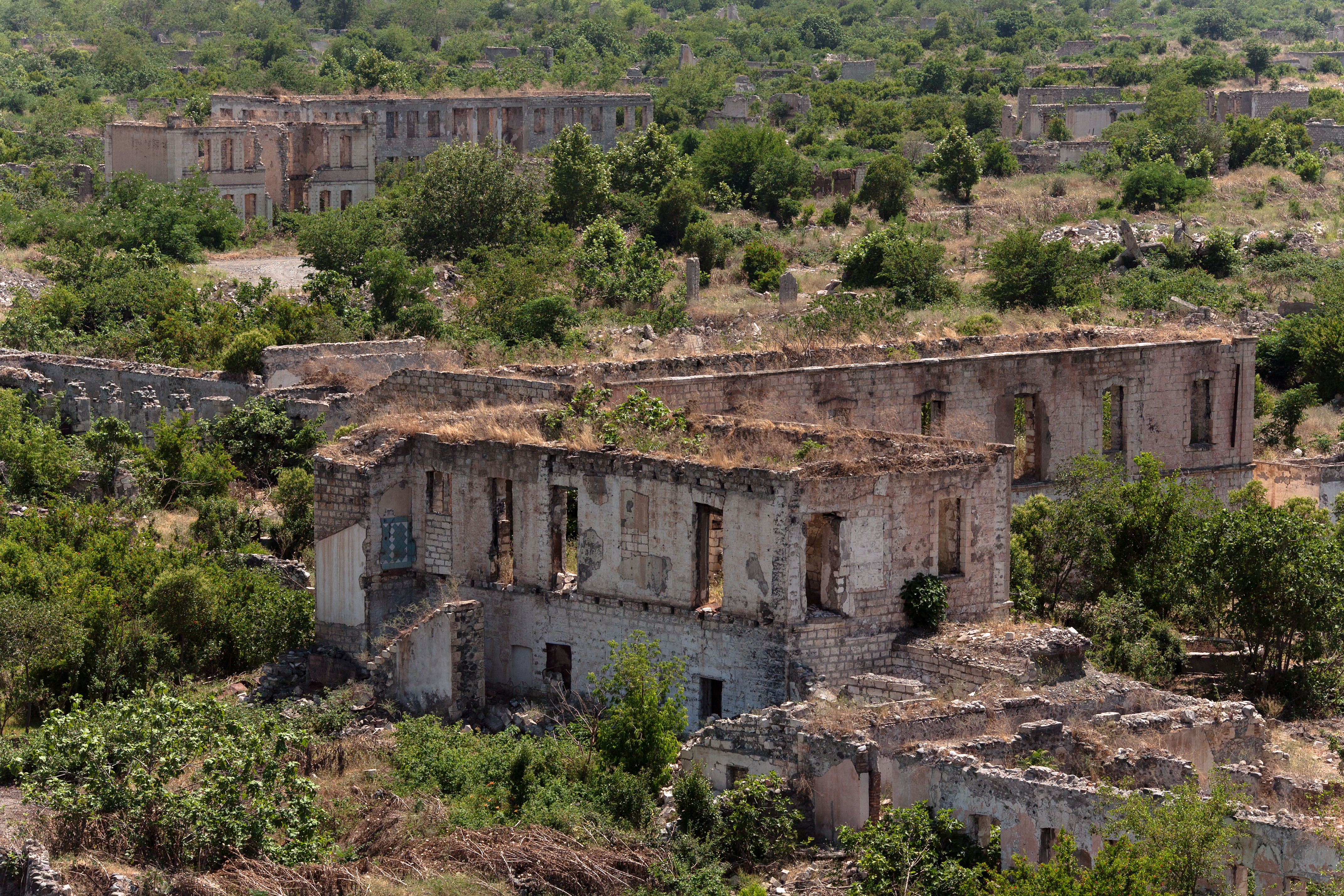
Příroda pomalu pohlcuje ruiny Agdamu (2010)

#### Masakr
Některá města zůstala opuštěna poté, co byli jejich obyvatelé zmasakrováni. Příkladem je francouzská vesnice Oradour-sur-Glane, která byla zničena poté, co bylo 10. července 1944 německými jednotkami Waffen-SS zabito 642 z jejích 663 obyvatel. Nová vesnice byla poté vybudována poblíž původní vesnice. Pozůstatky původní obce byly ponechány a jsou udržovány jako památník. Podobným příkladem z Česka je vyvraždění obyvatel obcí Lidice a Ležáky za 2. světové války. Dalším příkladem je město Agdam v Ázerbájdžánu. Arménské jednotky okupovaly Agdam v roce 1993 během první války o Náhorní Karabach. Kvůli rozbrojům byli nuceni obyvatelé města utéct. Arménské jednotky město po jeho zabrání zničily, aby odradili Ázerbájdžánce od návratu. Další úpadek města nastal v následujících letech, kdy bylo město kompletně vyrabováno a rozebráno na stavební materiál.

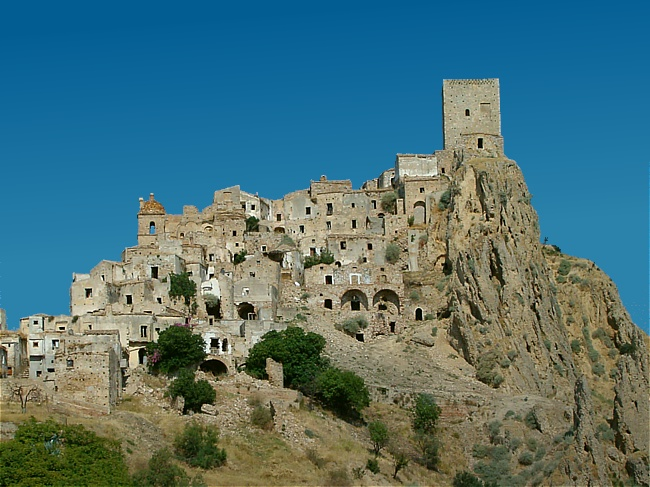
Craco v Itálii bylo opuštěno kvůli sesuvu půdy v roce 1963. Stalo se oblíbenou filmovou lokací.

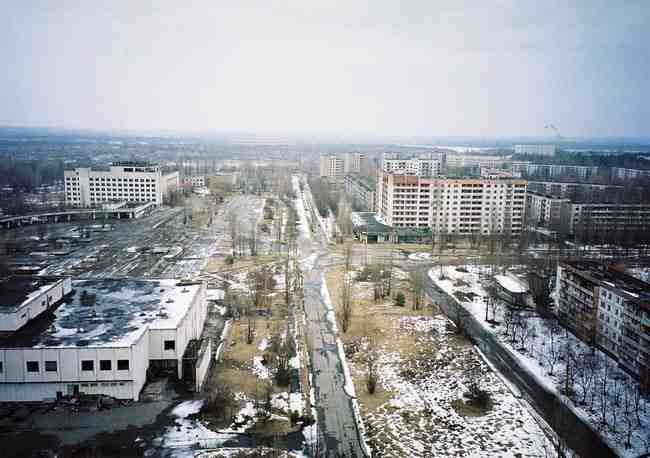
Město Pripjať na Ukrajině bylo opuštěno po havárii Černobylské jaderné elektrárny.

### Katastrofy
Přírodní a člověkem zapříčiněné katastrofy jsou další z příčin opuštěných měst. Příkladem je město Centralia v Pensylvánii, které bylo opuštěno v roce 1984 kvůli nekontrolovatelnému požáru uhelného dolu. Od té doby uhlí v podzemí stále hoří. Požár později dosáhl až do opuštěného uhelného dolu poblíž města Byrnesville, který taktéž začal hořet a obyvatelé města se stejně jako obyvatelé Centralie, museli vystěhovat.
Italská středověká vesnice Craco v regionu Basilicata, musela být evakuována po sesuvu půdy v roce 1963. Nyní je slavnou filmovou lokací. Natáčely se zde např. filmy Umučení Krista (2004), Kristus se zastavil v Eboli (1979), Příběh zrození (2006) a Quantum of Solace (2008).
Příkladem předcházející přírodní katastrofě je kanadské město Lemieux v Ontariu, které bylo opuštěno poté, co se zde po zkoumání podloží v roce 1991 zjistilo, že je vystavěno na nestabilním podloží senzitivního jílu. Dva roky poté, co byla zdemolována poslední budova, sesuv půdy strhl část bývalého města do řeky South Nation River. O dvě dekády dříve, bylo kanadské město Saint-Jean-Vianney, které bylo také postaveno na senzitivním jílu, opuštěno po sesuvu půdy 4. března 1971, který smetl 41 domů a usmrtil 41 lidí.
Po havárii Černobylské jaderné elektrárny v roce 1986, bylo kvůli vysokým hodnotám radioaktivní kontaminace evakuováno na 200 měst a vesnic v okolí. Oblast byla natolik kontaminována, že se mnoho obyvatel již nikdy nemohlo vrátit do svých domovů. Nejznámějším příkladem města duchů evakuováno po černobylské havárii je město Pripjať, které bylo vystavěno pro ubytování pracovníků elektrárny a jejich rodin. V době před začátkem havárie zde žilo téměř 50 tisíc obyvatel.

### Nemoci a kontaminace
Nemoci, kdy dochází výrazným počtům úmrtí mohou být také příčinou za opuštěnými městy. Některá místa ve východním Arkansasu byla opuštěna poté, co více než 7000 lidí zemřelo během epidemie Španělské chřipky v letech 1918 a 1919. Několik komunit v Irsku, zmizelo z důvodu Velkého hladomoru v 2. polovině 19. století a následujících letech ekonomického úpadku. Důvodem opuštění měst může být i kontaminace. Mezi významné příklady patří město Times Beach v Missouri, jehož obyvatelé byli vystaveni vysoké hladině dioxinů a Whittenoom v Západní Austrálii, kde byl kdysi největší zdroj modrého azbestu, který byl uzavřen důvodu zdravotních rizik v roce 1966. Komunity Treece a Picher nacházejících se na pomezí Kansasu a Oklahomy, byly kdysi největším zdrojem zinku a olova ve Spojených státech, ale po století neregulovaného ukládání důlní hlušiny byly kontaminovány spodní vody, což způsobilo otravu olovem u místních dětí. Nakonec bylo rozhodnuto, že EPA provede povinný výkup pozemků a evakuaci obyvatel.

## Znovuosídlení opuštěných měst
Několik opuštěných měst dostalo z různých důvodů druhý život. Jedním z důvodů je turismus, který generuje nové ekonomické příležitosti pro obyvatele.
Například město Walhalla v Austrálii, bylo téměř opuštěno poté, co byl uzavřen zlatý důl v roce 1914, ale kvůli své blízkosti poblíž atraktivní lokality, zažilo nový příliv obyvatel a rekreantů. Město Sungai Lembing v Malajsii bylo téměř opuštěno poté, co v roce 1986 zavřel cínový důl, ale po roce 2001 se stalo turistickou destinací.
Vesnice Foncebadón ve Španělsku byla téměř opuštěna. Žili zde pouze matka a syn. Nyní se znovu oživuje díky poutníkům směřujícím do Santiaga de Compostela.
Italská vláda nabídla a financovala program, který nabízí ubytování uprchlíkům v opuštěném městě Riace. Ve španělském Muñotello zprostředkovala místní nadace ubytování lidem bez domova.

## Zaniklá sídla v Česku
V Česku sídla zanikala často po zatopení přehradními jezery nebo po vysídlení Němců po 2. světové válce.